# DYNC1LI1
DYNC1LI1 (англ. Dynein cytoplasmic 1 light intermediate chain 1) – білок, який кодується однойменним геном, розташованим у людей на короткому плечі 3-ї хромосоми.  Довжина поліпептидного ланцюга білка становить 523 амінокислот, а молекулярна маса — 56 579.
| 10         |  | 20         |  | 30         |  | 40         |  | 50         |
| ---------- |  | ---------- |  | ---------- |  | ---------- |  | ---------- |
| MAAVGRVGSF |  | GSSPPGLSST |  | YTGGPLGNEI |  | ASGNGGAAAG |  | DDEDGQNLWS |
| CILSEVSTRS |  | RSKLPAGKNV |  | LLLGEDGAGK |  | TSLIRKIQGI |  | EEYKKGRGLE |
| YLYLNVHDED |  | RDDQTRCNVW |  | ILDGDLYHKG |  | LLKFSLDAVS |  | LKDTLVMLVV |
| DMSKPWTALD |  | SLQKWASVVR |  | EHVDKLKIPP |  | EEMKQMEQKL |  | IRDFQEYVEP |
| GEDFPASPQR |  | RNTASQEDKD |  | DSVVLPLGAD |  | TLTHNLGIPV |  | LVVCTKCDAI |
| SVLEKEHDYR |  | DEHFDFIQSH |  | IRKFCLQYGA |  | ALIYTSVKEN |  | KNIDLVYKYI |
| VQKLYGFPYK |  | IPAVVVEKDA |  | VFIPAGWDND |  | KKIGILHENF |  | QTLKAEDNFE |
| DIITKPPVRK |  | FVHEKEIMAE |  | DDQVFLMKLQ |  | SLLAKQPPTA |  | AGRPVDASPR |
| VPGGSPRTPN |  | RSVSSNVASV |  | SPIPAGSKKI |  | DPNMKAGATS |  | EGVLANFFNS |
| LLSKKTGSPG |  | GPGVSGGSPA |  | GGAGGGSSGL |  | PPSTKKSGQK |  | PVLDVHAELD |
| RITRKPVTVS |  | PTTPTSPTEG |  | EAS        |  |            |  |            |

A: Аланін

C: Цистеїн

D: Аспарагінова кислота

E: Глутамінова кислота

F: Фенілаланін

G: Гліцин

H: Гістидин

I: Ізолейцин

K: Лізин

L: Лейцин

M: Метіонін

N: Аспарагін

P: Пролін

Q: Глутамін

R: Аргінін

S: Серин

T: Треонін

V: Валін

W: Триптофан

Кодований геном білок за функціями належить до білкових моторів, фосфопротеїнів. 
Задіяний у таких біологічних процесах як взаємодія хазяїн-вірус, транспорт, клітинний цикл, поділ клітини, мітоз, поліморфізм. 
Білок має сайт для зв'язування з АТФ, нуклеотидами. 
Локалізований у цитоплазмі, цитоскелеті, хромосомах, центромерах, кінетохорі.